# Onésima Reyes
Lilia Onésima Breitenstein Reyes, más conocida como Onésima Reyes (Tomé, 1929-Santiago, 10 de abril de 2014), fue una baloncestista chilena integrante de la selección nacional en las décadas de 1950 y 1970, cuando participó de 17 campeonatos internacionales, destacando el subcampeonato del mundo logrado en 1953. En dicho campeonato, fue la máxima anotadora del conjunto de Chile con 82 puntos.

## Biografía
Durante la década de 1960 fue declarada «hija ilustre» de la Comuna de Tomé.
El 22 de febrero de 2014 el periódico El Mercurio informó que se encontraba internada en estado grave en la Posta Central aquejada de un problema cardíaco y con respiración asistida, fallecería un mes y medio más tarde el 10 de abril de 2014. Luego de su muerte, la Municipalidad de Tomé decretó tres días de duelo comunal como reconocimiento a su persona.
En Santiago jugó en Colo-Colo entre 1959 y 1961, obteniendo los títulos del Campeonato de la Asociación Santiago en 1959, 1960, y 1961, además del Torneo de Apertura 1961.
En 1962 va a Juan Yarur, compitiendo por ese club hasta su retiro 1970, y en el cual obtuvo en 1964 el título del Torneo de Apertura y el título del Campeonato de la Asociación Santiago, título que por reclamaciones le fue despojado a Colo-Colo equipo ganador en cancha,.
En 1970 obtiene el título del Campeonato de la Asociación Santiago.

## Selección nacional
En 1953, época en que jugaba por el club “Carlos Warner” de Tomé, fue llamada por primera vez a integrar la selección nacional.

### Participaciones en Copas del Mundo
| Mundial                    | Sede     | Resultado   | PJ | P  | PPP  |
| -------------------------- | -------- | ----------- | -- | -- | ---- |
| Campeonato Mundial de 1953 | Santiago | Subcampeona | 6  | 82 | 13.7 |
| Campeonato Mundial de 1964 | Lima     | 11° Lugar   | 8  | 41 | 5.1  |

### Distinciones individuales
En tres oportunidades fue premiada por el Círculo de Periodistas Deportivos, dos veces como la “Mejor Deportista del Básquetbol Femenino” en  1960, y en 1963, y la tercera ocasión fue galardonada como uno de los "Mejores antiguos deportistas" en 1990.